# كارل ويبر (أمين الأرشيف)
كارل ويبر (بالألمانية: Karl von Weber)‏ (و. 1806 – 1879 م) هو أمين الأرشيف، ومؤرخ ألماني، ولد في درسدن، توفي عن عمر يناهز 73 عامًا. 